# Place des Dominicains (Colmar)
Pour les articles homonymes, voir Place des Dominicains.
La place des Dominicains, est un lieu public de la ville de Colmar, en France.

## Situation et accès
Cette place publique est située dans le quartier centre.
On y accède par les rues des Serruriers, de Reiset, les places des Martyrs-de-la-Résistance et de l'École.
Cette place n'est pas desservie par les bus de la TRACE.

## Origine du nom
La place doit son nom à la présence de l'ordre des Prêcheurs, aussi appelée Dominicains. Sur cette place se trouve leur ancien couvent.

## Bâtiments remarquables et lieux de mémoire
Sur cette place se trouvent des édifices remarquables[Lesquels ?].

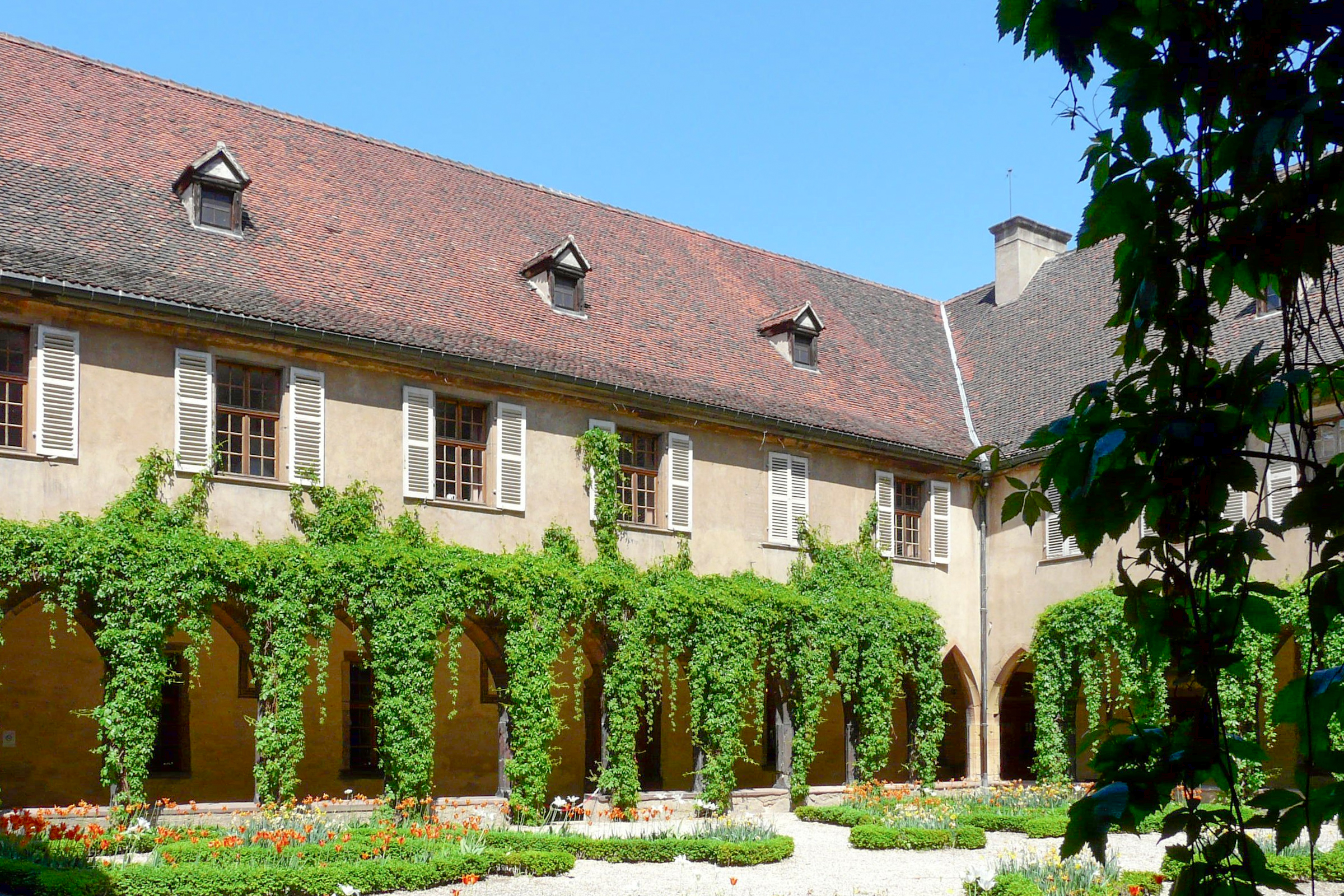
Couvent des Dominicains (1289) Classé MH (1948)
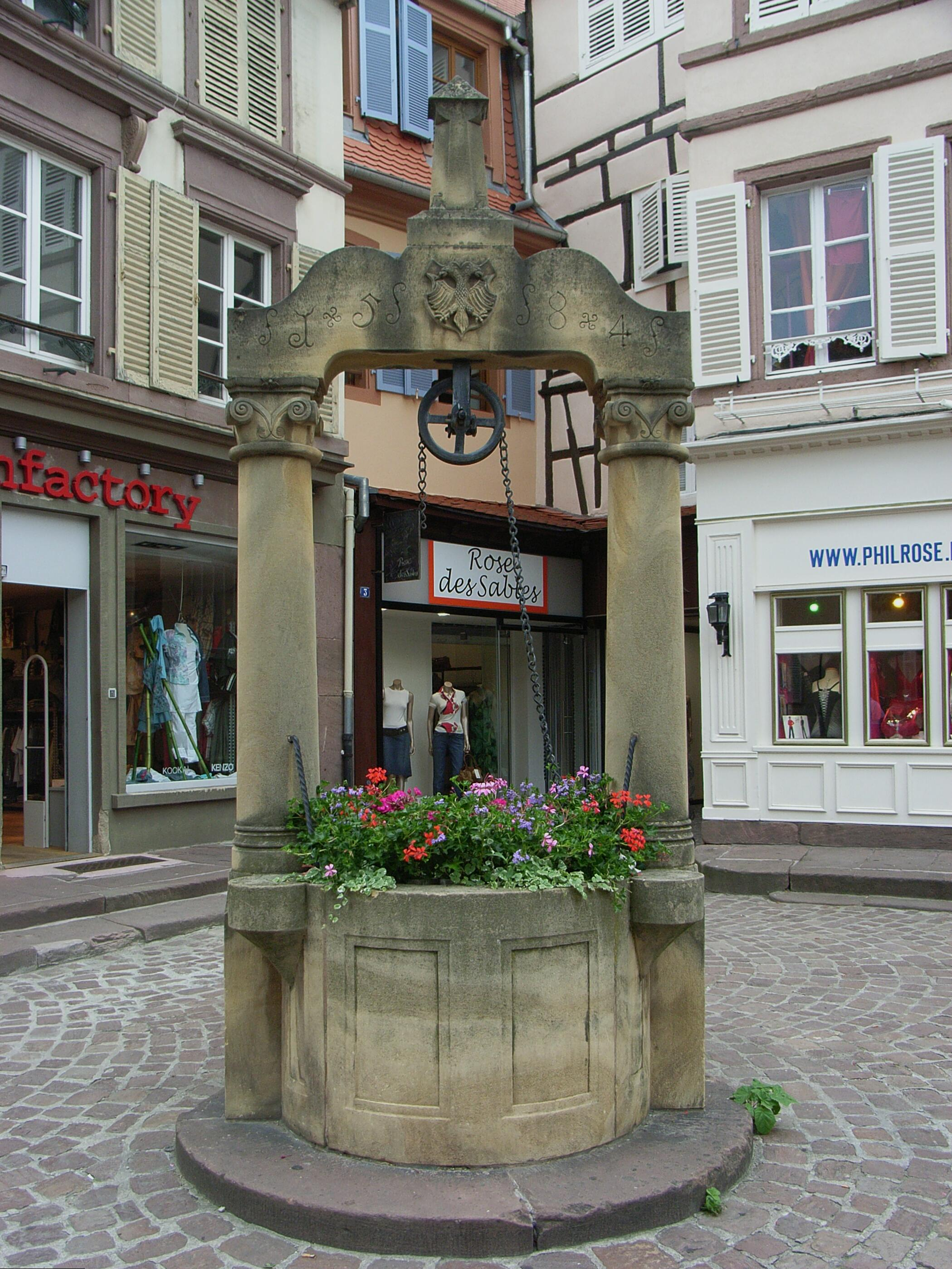
Puits (1584) Inscrit MH (1937)